# 566 (tal)
566 är det naturliga heltal som följer 565 och följs av 567.

## Matematiska egenskaper
- 566 är ett jämnt tal.
- 566 är ett sammansatt tal.
- 566 är ett semiprimtal[1].
- 566 är ett defekt tal.
- 566 är ett glatt tal.
- 566 är ett Ulamtal.

## Inom vetenskapen
- 566 Stereoskopia, en asteroid.